# Poste de traite

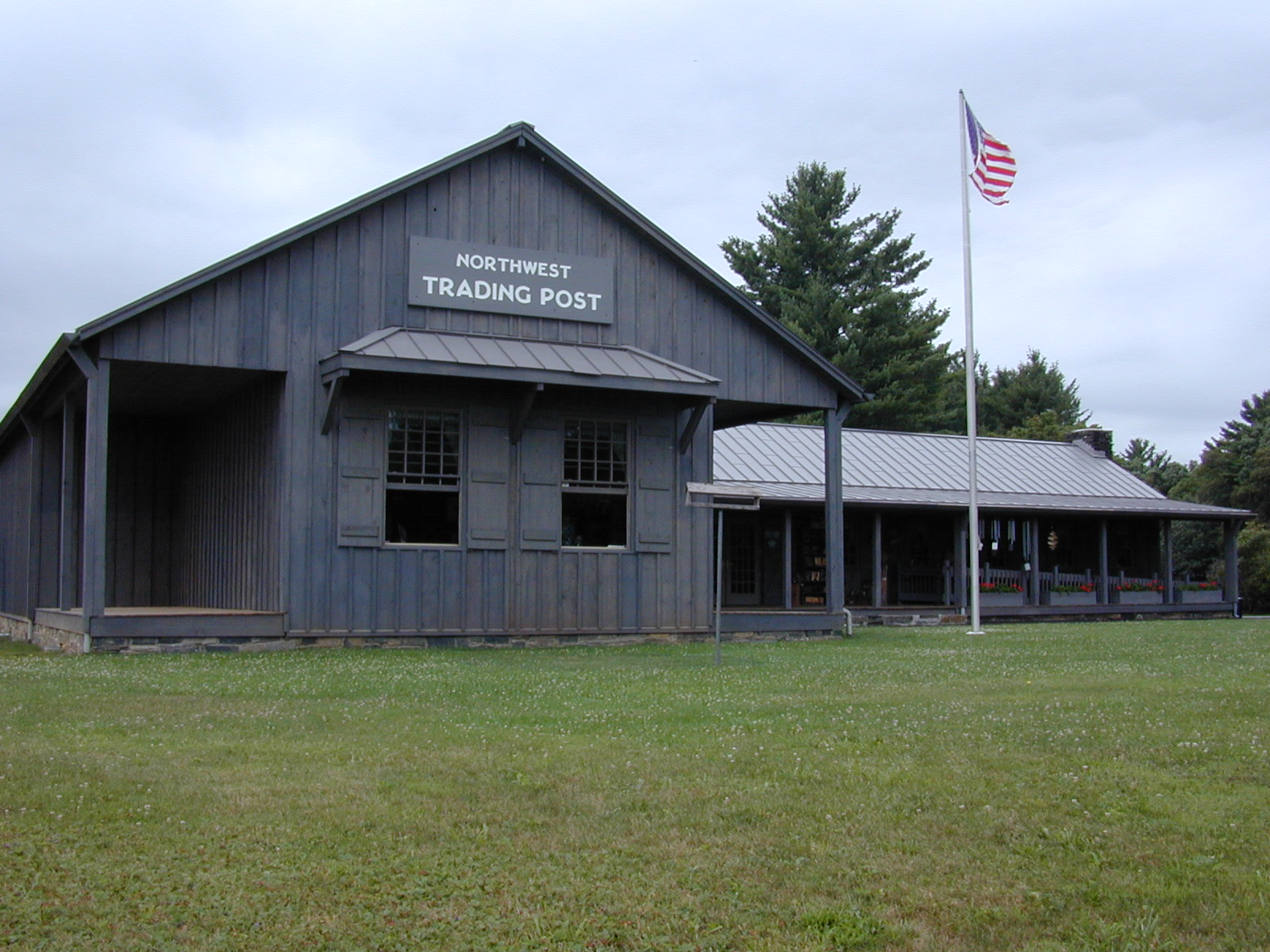
Northwest Trading Post dans le Blue Ridge Parkway (Caroline du Nord).

Un poste de traite (en anglais : trading posts, de to trade, « échanger » ; littéralement « poste d'échange ») est un lieu où l'on échange des biens, et spécifiquement où l'on troque des fourrures. En anglais, trading post peut aussi signifier « comptoir colonial ».

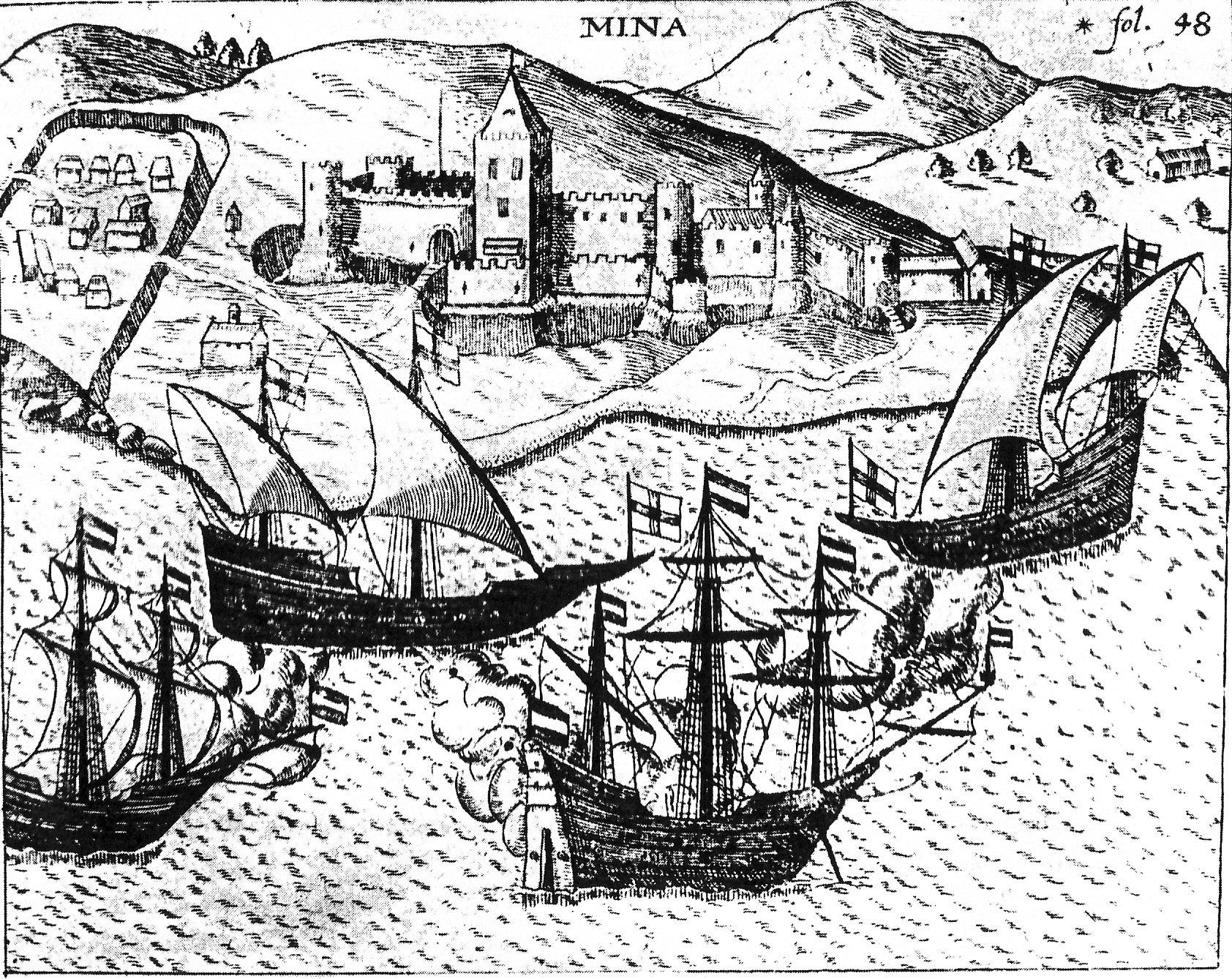
Le fort portugais d'Elmina, important poste de traite fortifié de la Côte de l'Or ghanéenne.

## Canada et États-Unis

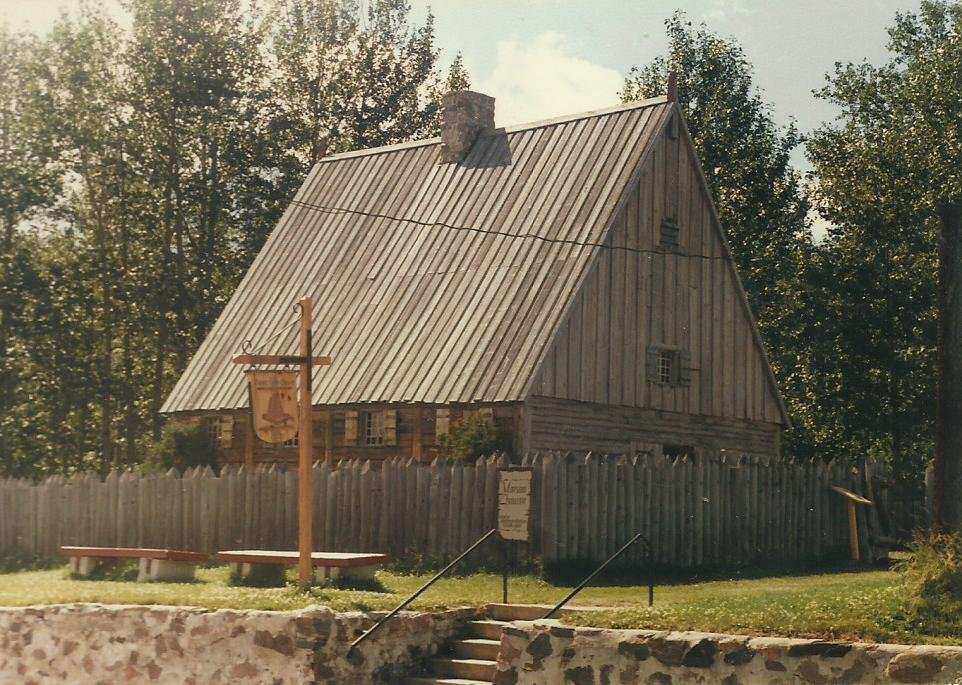
Poste de traite Chauvin à Tadoussac au Québec.

Entre les années 1600 et 1870, les postes de traite étaient le principal lieu d'échange pour la traite de fourrures, et le troc de denrées entre les populations autochtones et les colons du Canada et des États-Unis. Les fourrures y étaient échangées contre des articles fabriqués en Europe. De nos jours, en Amérique du Nord, de nombreuses boutiques de souvenirs, restaurants et hôtels reprennent souvent cette appellation, en particulier sur des sites commémoratifs ou des parcs thématiques. Il n'existe cependant aucune continuité historique entre les deux types d'établissements.

## L'organisation
Le poste de traite est composé d'un bâtiment dont la taille et l'organisation diffèrent en fonction de son rôle dans le commerce des fourrures et de son statut permanent ou provisoire. Il peut servir de  camp de base aux coureurs de bois, aux traiteurs et aux voyageurs. On y retrouve, pour la plupart, une habitation, un entrepôt et une palissade. 

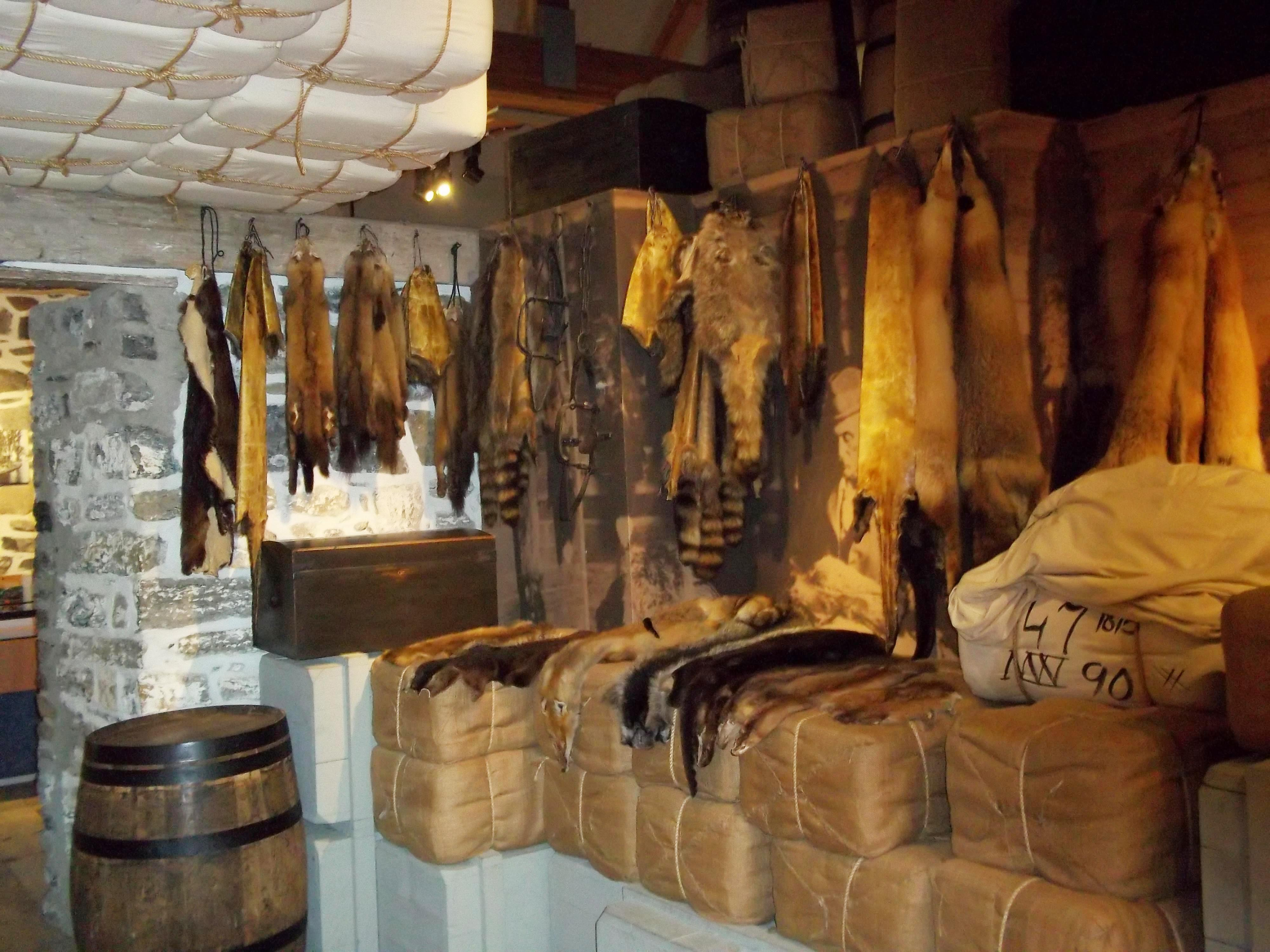
Reconstitution d'un poste de traite des fourrures en Nouvelle-France

Les Européens emportent des biens avec eux et se rendent aux différents poste de traite où ils les échangent contre des fourrures et des produits de la terre récoltés par les Autochtones. Parmi les différents postes de traite, certains ont des fonctions plus importantes à l'intérieur du système de traite et le nombre de bâtiments qui l'accompagnent est plus grand. Par exemple, ils peuvent servir de grands lieux d'entreposage et de réexpédition des marchandises. Ils peuvent aussi servir à la fabrique d’objets de commerce. Pour la construction, on peut aussi concevoir des clous et des contrevents en métal à l'intérieur de ces lieux.
En ce qui a trait à la hiérarchie des employés, ceux qui ne sont pas spécialisés se retrouvent au bas de l'échelle. Ils passent alors de longues heures à abattre, à couper et à amasser du bois pour la construction et le chauffage. D’autres s'occuperont plutôt d'éliminer les détritus autour du poste, de nettoyer les écuries ou encore de dégager la neige. Cette main-d’œuvre est constituée en partie de gens métis dont le père est employé d'un poste de traite, mais dont la mère est autochtone. Certains ont une spécialisation, comme les forgerons, les charpentiers de bateaux, les menuisiers, les tonneliers, les chasseurs, les timoniers, les guides et les interprètes. Les commis ont plusieurs responsabilités tel que la tenue de livres et la correspondance commerciale. Dans les petits postes ou les postes temporaires, le maître de poste peut être un commis, mais délègue davantage ce rôle à un interprète ou autre employé spécialisé plus âgé. 

## Principaux postes de traite permanents[2]

### Nouvelle-France
Les commerçants français aménagent des postes de traite près des lieux de rencontre entre les nations amérindiennes et des confluents, en bordure du Fleuve Saint-Laurent d'abord, puis plus loin à l'intérieur du continent. Dans les débuts, les principaux postes de traite en Nouvelle-France sont d’abord Tadoussac, Québec, Trois-Rivières puis, plus tard, Montréal (Ville-Marie).  Tadoussac constitue le premier poste de traite permanent en 1599 avec l'établissement Pierre de Chauvin.  

## LaNouvelle-France

### 1600-1645[4]- Les débuts des postes de traite
Habitant un emplacement stratégique, les Français font des échanges grâce aux Autochtones qui ramassent les pelleteries auprès des chasseurs, des trappeurs et des préparateurs de l’intérieur du pays. Ensuite, en utilisant des voies navigables et des sentiers pour y arriver, les biens sont transportés jusqu’aux premiers postes de traite français. Ces derniers se trouvent le long du Saint-Laurent.

#### Les interprètes-résidents[6]
Dans les débuts de la colonie, alors principalement à visée commerciale plutôt qu'expansionniste, Samuel de Champlain et quelques marchands français élaborent un programme recherchant essentiellement à maintenir les liens commerciaux forts et exclusifs avec les nations autochtones vivant à proximité de la vallée du Saint-Laurent. Ils décident en effet de placer des interprètes dans les tributs pourvoyeuses de fourrures. Ces marchands et explorateurs représentent dès lors un groupe social inédit, mais surtout primordial en regard des impératifs commerciaux et des relations avec les autochtones au début de la colonie. 
En hiver 1610, Champlain dépêche Étienne Brûlé, jeune homme arrivé au pays dès la première année de la fondation de la ville de Québec en 1608, comme émissaire négociateur chez les Algonquins. Avec les années, Étienne Brûlé en vient à délaisser la culture européenne au profit de celle des nations autochtones. Toutefois, il maintient son engagement d’ambassadeur et continue de traiter les fourrures aux différents postes de traite chaque printemps avec les marchands français qui ne manquaient pas de le payer généreusement pour son travail.
L'explorateur Jean Nicolet se retrouve également parmi les interprètes-résidents, communément nommés coureurs des bois, qui ont marqué l'histoire. 